# Timespace: The Best of Stevie Nicks
Timespace: The Best of Stevie Nicks es un álbum recopilatorio de la cantante estadounidense Stevie Nicks, publicado por la compañía discográfica Modern Records en 1991. El álbum incluye los principales éxitos de la carrera en solitario de Nicks junto a tres nuevas canciones: "Sometimes It's a Bitch", "Love's a Hard Game to Play" y "Desert Angel". El libreto que acompaña al CD incluyó notas manuscritas de Nicks sobre la composición de cada canción.
El recopilatorio debutó en el puesto 30 en la lista estadounidense Billboard 200, el resultado más bajo de Nick hasta la actualidad, pero estuvo seis semanas en la lista, y a fecha de 2011 ha vendido más de millón y medio de copias en los Estados Unidos. En 1997, fue certificado disco de platino por la RIAA y también disco de oro por la British Phonographic Industry al superar las 100 000 copias vendidas en el Reino Unido.

## Lista de canciones
| N.º | Título                                              | Escritor(es)                | Duración |  |
| 1.  | «Sometimes It's a Bitch» (Previamente inédita)      | Jon Bon Jovi, Billy Falcon  | 4:37     |  |
| 2.  | «Stop Draggin' My Heart Around» (Dúo con Tom Petty) | Tom Petty, Michael Campbell | 4:04     |  |
| 3.  | «Whole Lotta Trouble» (Chris Lord-Alge Remix)       | Nicks, Campbell             | 4:30     |  |
| 4.  | «Talk to Me»                                        | Chas Sanford                | 4:10     |  |
| 5.  | «Stand Back» (Chris Lord-Alge Remix)                | Nicks/Prince                | 4:56     |  |
| 6.  | «Beauty and the Beast»                              | Nicks                       | 6:04     |  |
| 7.  | «If Anyone Falls»                                   | Nicks, Sandy Stewart        | 4:07     |  |
| 8.  | «Rooms on Fire»                                     | Nicks, Rick Nowels          | 4:39     |  |
| 9.  | «Love's a Hard Game to Play» (Previamente inédita)  | Bret Michaels, Pat Schunk   | 5:02     |  |
| 10. | «Edge of Seventeen»                                 | Nicks                       | 5:27     |  |
| 11. | «Leather and Lace» (Dúo con Don Henley)             | Nicks                       | 3:48     |  |
| 12. | «I Can't Wait»                                      | Nicks, Nowels, Eric Pressly | 4:36     |  |
| 13. | «Has Anyone Ever Written Anything for You?»         | Nicks                       | 4:32     |  |
| 14. | «Desert Angel» (Previamente inédita)                | Nicks, Campbell             | 5:21     |  |

## Posición en listas
| País           | Lista                      | Posición |
| -------------- | -------------------------- | -------- |
| Nueva Zelanda  | New Zealand Albums Chart   | 1        |
| Australia      | Australian Albums Chart    | 13       |
| Reino Unido    | U.K. Official Albums Chart | 15       |
| Estados Unidos | U.S. Billboard Top 200     | 30       |
| Suecia         | Swedish Albums Chart       | 37       |
| Canadá         | Canadian Albums Chart      | 38       |